# Versicherungswirtschaft
Die Versicherungswirtschaft bezeichnet einen Wirtschaftszweig, dessen Gegenstand die Versicherung von Risiken ihrer Kunden ist. Üblicherweise umfasst der Begriff nur die Privatversicherung. Die darauf bezogene wirtschaftswissenschaftliche Disziplin der Versicherungsökonomie beschäftigt sich unter anderem mit dem Versicherungsmarkt.
In der einzelwirtschaftlichen Betrachtungsweise umfasst sie Versicherer als Produzenten von Versicherungsschutz sowie Versicherungsnehmer als Verwender von Versicherungsschutz. Gesamtwirtschaftlich ist die Versicherungswirtschaft das Aggregat von Versicherungsangebot und -nachfrage (Versicherungsmarkttheorie). Unter volkswirtschaftlichen Gesichtspunkten ist darstellbar, wie die Versicherung auf volkswirtschaftliche Aggregatgrößen wirkt.

## Versicherungsbranche
Die Versicherungsbranche, also die Versicherungswirtschaft im Sinne eines Zweiges der Dienstleistungsbranche, ist in entwickelten Dienstleistungsgesellschaften ein bedeutender Wirtschaftszweig.
Die Versicherungsbranche in Deutschland beschäftigte im Jahr 2007 rund 218.900 Angestellte in der Individualversicherung, was einen Rückgang um etwa 3 % gegenüber dem Vorjahr darstellt. Einschließlich als Vermittler beschäftigter Personen zählt die Versicherungsbranche 292.010 sozialversicherungspflichtige Arbeitnehmer 2006; im Vorjahr waren dies 299.050, im Vorvorjahr 306.070.
Die Stadt Köln ist mit 26.520 Beschäftigten in der Versicherungsbranche (2007) in Deutschland die Stadt mit den meisten Beschäftigten im Versicherungsgewerbe; an zweiter und dritter Stelle stehen München mit 26.030 Beschäftigten und Hamburg mit 22.990 Beschäftigten.
Hier die Entwicklung der Beschäftigtenzahl in der Versicherungswirtschaft (Beschäftigte bei Versicherungsunternehmen; ohne Beschäftigte im Vermittlergewerbe):
| Jahr | Arbeitnehmer |
| ---- | ------------ |
| 1997 | 239.300      |
| 1998 | 238.800      |
| 1999 | 239.600      |
| 2000 | 240.200      |
| 2001 | 245.400      |
| 2002 | 248.100      |
| 2003 | 244.300      |
| 2004 | 240.800      |
| 2005 | 233.300      |
| 2006 | 225.700      |
| 2007 | 218.900      |
| 2008 | 216.300      |

Die Versicherungsbranche in der Schweiz beschäftigte im Jahr 2019 fast 46.000 Angestellte. Davon sind 57 Prozent Männer und 43 Prozent Frauen.